# Dickson (Oklahoma)
Dickson és un poble dels Estats Units a l'estat d'Oklahoma. Segons el cens del 2000 tenia 1.139 habitants.

## Demografia
Segons el cens del 2000, Dickson tenia 1.139 habitants, 417 habitatges, i 334 famílies. La densitat de població era de 31,1 habitants per km².
Dels 417 habitatges en un 35% hi vivien nens de menys de 18 anys, en un 66,7% hi vivien parelles casades, en un 9,8% dones solteres, i en un 19,9% no eren unitats familiars. En el 18,9% dels habitatges hi vivien persones soles el 7,2% de les quals corresponia a persones de 65 anys o més que vivien soles. El nombre mitjà de persones vivint en cada habitatge era de 2,73 i el nombre mitjà de persones que vivien en cada família era de 3,1.
Per edats la població es repartia de la següent manera: un 27,7% tenia menys de 18 anys, un 7,6% entre 18 i 24, un 27,8% entre 25 i 44, un 25,4% de 45 a 60 i un 11,5% 65 anys o més.
L'edat mediana era de 37 anys. Per cada 100 dones de 18 o més anys hi havia 97,4 homes.
La renda mediana per habitatge era de 33.409 $ i la renda mediana per família de 39.375 $. Els homes tenien una renda mediana de 28.571 $ mentre que les dones 21.188 $. La renda per capita de la població era de 14.821 $. Entorn del 6,2% de les famílies i el 8,6% de la població estaven per davall del llindar de pobresa.

## Poblacions més properes
El següent diagrama mostra les poblacions més properes.